# フィリピンとミャンマーの関係
フィリピンとミャンマーの関係（英語: Philippines-Myanmar relations）では、フィリピンとミャンマーの二国間関係について言及する。両国は、ともに東南アジア諸国連合の加盟国である。両国が正式な二国間の外交関係を結んだのは、1956年9月であった。ミャンマーはマニラに、フィリピンはヤンゴンに、それぞれ大使館を設置している。

## 二国間関係
フィリピンは、ミャンマーが民政に移行する2011年以前は、同国の軍事政権に対してもっとも厳しく批判していたアジアの国の一つであった。ミャンマーは現在、近隣諸国との貿易から実益を得ようとしており、フィリピンとは経済的な結びつきを強めるため二国間貿易会議を行っている。
両国は、特にビジネスと経済分野で結びつきを強めている。フィリピンのジェジョマール・ビナイ副大統領とミャンマーのテイン・セイン大統領は、2012年にニューデリーで開催されたアセアン・インド記念サミットにおいて、フィリピンがコメとバナナに関する技術を提供することを通じ、ミャンマーの農業分野の支援を行うことで合意した。フィリピンのアルバート・デル・ロサリオ外相は、ネピドーにてミャンマーのワナ・マウン・ルイン外相を訪問、これにより両国の関係はさらに緊密なものとなった。フィリピンは現在、西側諸国によるミャンマーへの経済制裁の解除に向けて支援している。

## その他
デル・ロサリオ外務相は、ミャンマーの民主化ロードマップの遵守は重要であると主張、ルイン外務相に対して2,000名以上の政治犯の釈放するよう
意向を伝えた。